# 자인층
자인층(Kja; Kyeongsang supergroup hayang group Jain formation, 慈仁層)은 대한민국 경상 분지 내 경산시와 대구광역시 수성구에 분포하는 중생대 백악기 경상 누층군 하양층군의 지층이다. 이 지층은 경산시 자인면에서 이름이 유래되었으며 건천리층과 대구층의 최상부의 일부를 포함한 것이다. 경주, 영천도폭에서는 사이에 있는 채약산 분암층을 경계로 하여 그 하부를 대구층, 상부를 건천리층이라 명명하였다. 그러나 채약산 분암층인 안산암류가 지역적인 분포를 이루고 있어 안산암이 없는 곳에서는 대구층 최상부의 흑색 셰일층과 건천리층의 흑색 셰일이 유사해 둘을 구분하기 어렵다. 따라서 반야월층의 상위에 있는 흑색 셰일대를 자인층으로 정하였다. 본 지층의 일부는 변성되어 있다.

## 지역별 지질

### 경산시
자인 지질도폭(1973)에 의하면 자인층은 암회색 내지 흑색 셰일과 실트스톤이 우세하며 사질셰일, 세립사암, 슬레이트질 셰일 등이 교호(交互)하는 곳도 있다. 간혹 녹색 내지 자색(赭色)의 셰일이 협재되는 경우도 있으며 드물게 중립 역질(礫質)사암, 알코스사암, 응회질사암이 관찰되기도 한다. 이 사암류의 일부는 분급(分級)이 극히 불량하고 층리가 모호하다. 용성면 외촌리 서부에 노출된 채약산 화산암체 중의 본 지층 포획암은 얇은 층의 석회암, 규화(珪化) 석회암, 셰일, 사질 셰일 등으로 구성되어 있고 자인면 신관리 북동부 산록부에는 위층(僞層)이 잘 발달되고 용성면 곡란리 부근에서는 건열이 관찰된다. 자인층 중에는 방해석의 세맥(細脈)이 주입되어 있고 전체적으로 석회질인 것이 특징이며 풍화된 노두의 색은 녹색과 갈색이 일반적이다. 접촉변질대는 회색의 처트질셰일, 규질셰일, 녹색 점문(點紋) 셰일, 규질 사암, 사질 셰일로서 규화 작용을 많이 받은 혼펠스 지대로서 층리의 잔선 구조(殘線 構造; Relict structure)가 선명한 것이 많으며 흑색 부분과 회색 부분이 호층(互層)을 이루기도 한다. 흔히 은정질(隱晶質)로서 입도(粒度)를 육안으로 식별하기 어렵고 일부는 규암과 유사한 암상을 보인다. 자인층의 상부는 채약산 화산암(Kcha)과 관입 내지 분출 접촉을 하고 있다.

### 대구광역시
경산 지질도폭(1971)에 의하면 수성구 삼덕동 중부, 대구스타디움 일대, 경산시 남천면 금곡리 등지에 소규모로 분포하고 있다. 반야월층과는 점이(漸移)적인 관계를 이루고 있으며 주로 암회색 내지 흑색 셰일로 구성되어 있다. 두께는 400 m 이상으로 추정된다.

## 사진

### 경산시
경산시의 자인층 노두
- 계양동 계양로 도로변의 노두
- 계양동 계양로 도로변의 노두
- 계양동 계양로 도로변의 노두
- 계양동 계양로 도로변의 노두
- 경산시 미래로 도로변에 드러난 자인층
- 경산시민운동장 근처 원효로28길 도로변 영남문화재연구원의 문화재 조사현장의 노두
경상북도 경산시 상방동 68-6
- 경산동부초등학교 근처 원효로28길 도로 절개사면의 노두
경상북도 경산시 계양동 산 14-10
- 초원전원아파트 뒤쪽 장산로50길 도로변 노두
경상북도 경산시 계양동 602-9
- 솔숲길18길 도로변 노두
경상북도 경산시 평산동 776
- 미래로 도로변 공사현장의 노두
경상북도 경산시 평산동/사동 경계지역
북위 35° 48′ 36.6″ 동경 128° 45′ 43.9″ / 북위 35.810167°  동경 128.762194°
- 미래로 도로변 노두
경상북도 경산시 평산동 산 8-2/산 16
북위 35° 48′ 40.5″ 동경 128° 45′ 45.8″ / 북위 35.811250°  동경 128.762722°
- 미래로 도로변 노두
경상북도 경산시 평산동 산 8-2/산 16
북위 35° 48′ 41.2″ 동경 128° 45′ 45.9″ / 북위 35.811444°  동경 128.762750°
- 삼성현로 절개사면의 노두
경상북도 경산시 남산면 하대리 421-5
- 좌측 사진의 근경
북위 35° 47′ 50.1″ 동경 128° 47′ 54.4″ / 북위 35.797250°  동경 128.798444°
- 삼성현로 근처 노두
경상북도 경산시 여천동 산 11-10
- 송백저수지 북쪽의 노두. 남남서측으로 약간 기울어 있다.
경상북도 경산시 남천면 신방리 산 89-1
- 왼쪽 사진의 근경

### 대구광역시
수성구 지역의 자인층 노두
- 욱수천 하천변의 노두
대구광역시 수성구 고산1동 (욱수동 49)
- 대구스타디움 남측 도로 사면의 노두
대구광역시 수성구 노변동 650/685-1
- 범안로 20길 사면의 노두
대구광역시 수성구 범물동 1294 (이하 동일)
북위 35° 49′ 00.5″ 동경 128° 38′ 52.3″ / 북위 35.816806°  동경 128.647861°
- 북위 35° 49′ 00.8″ 동경 128° 38′ 52.6″ / 북위 35.816889°  동경 128.647944°
- 층리가 교란되어 있다.
북위 35° 49′ 00.8″ 동경 128° 38′ 52.3″ / 북위 35.816889°  동경 128.647861°
- 북위 35° 49′ 00.8″ 동경 128° 38′ 52.2″ / 북위 35.816889°  동경 128.647833°

## 같이 보기
- 경산시의 지질
- 대구광역시의 지질
- 한국의 지질
- 경상 누층군
- 건천리층
- 반야월층
- 대구층